# Richard Hatch (aktor)
Richard Lawrence Hatch (ur. 21 maja 1945 w Santa Monica w stanie Kalifornia, zm. 7 lutego 2017 w Los Angeles) – amerykański aktor, scenarzysta i producent telewizyjny i filmowy. Najbardziej zapamiętany został z roli kapitana Apollo w serialu Battlestar Galactica (1978). W nowej wersji Battlestar Galactica (2004-2009) zagrał postać Toma Zareka.

## Życiorys

### Wczesne lata
Mając osiem lat uczył się gry na pianinie. Marzył w młodości o olimpijskiej tyczce. Zapisał się do klasy aktorskiej w Hollywood, aby przezwyciężyć niepewność. Ukończył Los Angeles Harbor College w Wilmington. 

### Kariera
Swoją sceniczną karierę rozpoczął z Repertory Theater w Los Angeles występując w Chicago i Off-Broadwayu. W 1970 roku przyjął rolę Philipa Brenta w operze mydlanej ABC Wszystkie moje dzieci (All My Children). W 1976 roku w serialu Ulice San Francisco zastąpił Michaela Douglasa i zagrał inspektora Dana Robbinsa. Po dużej przerwie, w 1978 roku został obsadzony w roli kapitana Apollo w serialu Battlestar Galactica (1978), za którą w roku 1979 był nominowany do nagrody Złotego Globu.
Brał udział także w wielu innych produkcjach telewizyjnych takich jak Barnaby Jones, Hawaii Five-O, Gliniarz i prokurator, The Waltons, Dynastia, Santa Barbara czy Słoneczny patrol.
W 1966 ożenił się z Jo Marie Hatch, z którą miał syna Paula Michaela (ur. 1967).
Zmarł 7 lutego 2017 roku w Los Angeles na raka trzustki. Miał 71 lat.

## Filmografia

### Seriale TV
- 1971: Wszystkie moje dzieci (All My Children) jako Philip Brent Sr.
- 1972: Doktor Kildare (Young Dr. Kildare) jako Derek
- 1973: Hawaii Five-O jako Gar
- 1973: Rekruci (The Rookies) jako Cleve Andrews
- 1973: Kung Fu jako David Binns
- 1973: Barnaby Jones jako Eric Garvin
- 1974: The Waltons jako Wade Walton
- 1975: Rekruci (The Rookies) jako Vic Dorsey
- 1975: Hawaii Five-O jako Mike / Tommy
- 1975: The Waltons jako Wade Walton
- 1976-77: Ulice San Francisco (The Streets of San Francisco) jako inspektor Dan Robbins
- 1978-79: Battlestar Galactica jako kpt. Apollo
- 1982: Statek miłości jako Roger Lewis
- 1984: Napisała: Morderstwo (Murder, She Wrote) jako Terry Jones
- 1984-85: Dynastia (Dynasty) jako Dean Caldwell
- 1985: Statek miłości jako Ryan Curly / Tom Whitlaw
- 1985: Riptide jako Billy Hagan
- 1986: MacGyver jako Michael Talbot
- 1990: Santa Barbara jako Stephen Slade
- 1990: Gliniarz i prokurator (Jake and the Fatman) jako dr Richard Davis
- 1995: Słoneczny patrol (Baywatch) jako Tom
- 2004-2009: Battlestar Galactica jako Tom Zarek